# Riera de Salzes
La riera de Salzes o també anomenada torrent de Salzes és un curs fluvial del Vallès Occidental afluent per l'esquerra del Llobregat. Neix als vessants meridionals del turó de la Creu dels Tres Batlles i creua els termes d'Ullastrell i Castellbisbal. Desemboca al Llobregat a l'alçada de Martorell.